# (6061) 1981 SQ2
A (6061) 1981 SQ2 a Naprendszer kisbolygóövében található aszteroida. Henri Debehogne fedezte fel 1981. szeptember 20-án.